# Draft (thể thao)
Draft hay tuyển quân là một quá trình được sử dụng trong một số môn thể thao tại một số quốc gia nhằm phân bổ một số lượng vận động viên nhất định tới từng đội. Trong mỗi draft, các đội tham gia lần lượt chọn từ một nhóm các vận động viên đủ điều kiện. Khi một đội chọn một vận động viên, đội đó được độc quyền ký hợp đồng, và không đội nào khác có thể ký hợp đồng với vận động viên đó. Hình thức draft phổ biến nhất là entry draft. Entry draft được dùng để phân bổ các vận động viên vừa mới đủ điều kiện chơi tại một giải thể thao chuyên nghiệp. Tùy theo môn thể thao mà vận động viên có thể đến từ các trường đại học, trung học hoặc các đội từ các quốc gia khác. Một entry draft có tác dụng ngăn ngừa những cuộc đấu giá tốn kém để giành giật các tài năng. Nó còn đảm bảo rằng không đội nào có thể ký hợp đồng với tất cả các cầu thủ trẻ tốt nhất, điều khiến giải đấu trở nên kém tính cạnh tranh. Để tạo sự công bằng, các đội mùa trước thi đấu không tốt được quyền chọn vận động viên trước, nhưng đôi khi cũng lồng thêm yếu tố "may rủi" nhằm tránh trường hợp các đội cố tình thua để được quyền chọn trước. Các hình thức draft khác gồm có expansion draft (draft mở rộng), trong đó một đội tân binh được quyền chọn vận động viên từ các đội trong giải; và "dispersal draft", trong đó các đội trong giải lựa chọn vận động viên từ một đội vừa mới giải thể. 
Draft được cho phép hoạt động theo luật chống lũng đoạn hoặc luật hạn chế giao thương vì các luật này được ghi trong các thỏa thuận  lao động tập thể giữa bên tổ chức giải thể thao và các liên đoàn lao động đại diện cho vận động viên. Các thỏa thuận này quy định rằng sau một số mùa giải nhất định, vận động viên đã hết hạn hợp động sẽ trở thành vận động viên tự do và có thể ký hợp đồng với bất cứ đội nào. Các luật này cũng quy định mức lương tối đa và tối thiểu dành cho các vận động viên mới được tuyển. Chủ tịch của National Football League Joseph Carr tiến hành draft vào năm 1935 nhằm hạn chế quỹ lương của các đội và giảm bớt sự thống trị của các đội hàng đầu. Draft được BAA, tiền thân của NBA áp dụng vào năm 1947; được National Hockey League áp dụng năm 1963; và Major League Baseball là vào năm 1965, mặc dù mô hình draft đã được sử dụng trong bóng chày từ thế kỷ 19. Draft ít phổ biến bên ngoài lãnh thổ Hoa Kỳ và Canada, và hầu hết các câu lạc bộ bóng đá lấy cầu thủ trẻ thông qua việc chuyển nhượng từ các câu lạc bộ nhỏ hơn hoặc đào tạo cầu thủ trẻ từ học viện hay lò đào tạo. Sự cân bằng ở các giải bóng đá được duy trì thông qua việc lên hạng và xuống hạng, tức là loại các đội yếu nhất ra khỏi giải và đổi lại bằng các đội mạnh nhất ở giải hạng dưới.